# Shivani Ghai
Shivani Ghai (geb. 25. April 1975 in Newcastle upon Tyne, Tyne and Wear, England) ist eine englische Schauspielerin indischer Abstammung.

## Leben
Ghai wurde in Newcastle upon Tyne geboren. Sie wuchs in Gosforth auf und besuchte dort die Gosforth High School. Später besuchte sie die Derby University, wo sie ihren BA in Film und TV absolvierte.
Shivani Ghai ist seit November 2016 mit dem Schauspieler Tyrone Keogh verheiratet.

## Filmografie (Auswahl)
- 1998: Un medico in famiglia (Season 5x01-5x26)
- 2002: Adventure Inc. (Season 1x18)
- 2002: Spooks – Im Visier des MI5 (Season 1x06)
- 2004: Liebe lieber indisch
- 2005: Goal – Lebe deinen Traum
- 2008: Die Husseins – Im Zentrum der Macht (Season 1x03-1x04)
- 2009: Der Kautions-Cop
- 2010: The Bounty Hunter
- 2010: Five Days (Season 2x01-2x05)
- 2011: Everywhere and Nowhere
- 2012: Cleanskin – Bis zum Anschlag
- 2013: Ambassadors (Season 1)
- 2013: The Bible (Season 1x02)
- 2013: Fireflies
- 2014: Dominion (Season 1x01-1x09)
- 2015: Dominion (Season 2x01-2x13)
- 2015: The Catch (Season 1x04-1x06)
- 2016: London has fallen
- 2019: Vera – Ein ganz spezieller Fall (Season 9x03)
- 2019: Strike Back (Season 7x03-7x04)
- 2021: Batwoman (Season 2)
- 2021: In 80 Tagen um die Welt (Around The World In 80 Days, Fernsehserie)